# Alexandre Medtner
Alexandre Karlovitch Medtner (en russe : Александр Карлович Метнер), né le 30 mai 1877 (11 juin 1877 dans le calendrier grégorien) à Moscou et mort le 26 novembre 1961 dans la même ville, est un compositeur russe et soviétique, nommé artiste émérite de RSFSR en 1935,.

## Biographie
Alexandre Medtner naît à Moscou dans une famille d'ascendance scandinave et allemande. Son père est d'origine danoise et sa mère, germano-suédoise. Il est l'arrière-petit-fils de l'acteur germanophone Friedrich Albert Gebhard (de) (1781-1861). Il étudie dans la classe de violon d'Vojtěch Hřímalý (en) au conservatoire de Moscou entre 1892 et 1898. En 1902, il est diplômé de l'école de musique théâtrale de la Société philharmonique de Moscou de la classe de violon et de direction d'orchestre auprès de Willem Kes et de la classe de composition auprès de Viktor Kalinnikov, Alexandre Ilinski et Georges Conus. Après cela, il se fait connaître comme altiste.
En 1896, il est engagé comme violoniste de l'orchestre symphonique et de théâtre de Moscou. De 1902 à 1907, il enseigne et joue à la Philharmonie de Moscou. En 1902-1911, il est maître de concert à la chapelle symphonique de Moscou et enseigne aussi à l'école synodale (1903-1914), au conservatoire populaire de Moscou (1906-1917), à l'école technique musicale du conservatoire de Moscou (1924-1931).
Il est professeur au conservatoire, chef d'orchestre et membre du quatuor de la philharmonie de Kharkov (1918-1919). Il dirige la clase de direction d'orchestre du conservatoire de Moscou entre 1932 et 1955, et il est chef d'orchestre principal du théâtre Kamerny (théâtre de chambre) de Moscou. C'est sous sa direction qu'est jouée l'opérette de Charles Lecocq Giroflé-Girofla (1922) et Sirocco de Leonid Polovinkine.
Il meurt le 26 novembre 1961 à Moscou et il est enterré au cimetière de la Présentation (7e division).

## Œuvre
Alexandre Medtner ne compose pas moins d'une trentaine de  musiques de chambre pour le théâtre Kamerny (dont Sainte Jeanne d'après George Bernard Shaw (1924), Rosita d'après Andreï Globa (1926), Le Nègre d'après O'Neill (1929), Soldats inconnus d'après Leonid Pervomaïski (1932), La Dame invisible d'après Calderon (1945). Pour orchestre symphonique, il compose une Suite dansante (1942), une Petite Suite (1948) pour violon et piano et une Barcarolle en 1949.
Alexandre Medtner a écrit la musique de la célèbre pièce La Fleur écarlate (d'après le conte de Sergueï Axakov), jouée encore maintenant au théâtre Pouchkine de Moscou depuis 1950.

## Famille
Son frère cadet, Nikolaï Medtner, est également compositeur et pianiste. Il émigre avec sa femme en 1921 en Allemagne, retourne en Russie soviétique en 1927, puis vit à Paris et s'installe en 1936 à Londres où il demeure le restant de sa vie. Son autre frère, Émile Medtner (de) (1872-1936), est écrivain et critique musical (sous le pseudonyme de Wolfing). Son cousin germain est le compositeur et fondateur de l'école russe moderne d'orgue, Alexandre Goedicke.